# سوسا (بيمنتة)
سوسا  (بالإيطالية: Susa)‏ هي بلدية في مدينة تورينو الحضرية، في منطقة بيمنتة الإيطالية.

## السكان
في سنة 1861 بلغ عدد السكان 4٬940 نسمة، وتطور العدد ليصل في سنة 2011 لـ 6٬629 نسمة.
يظهر هذا المخطط البياني تطور النمو السكاني لـ سوسا (بييمونتي)

## توأمة
لسوسا (بييمونتي) اتفاقيات توأمة مع كل من:
- بريانسون
- Paola, Calabria [الإنجليزية]‏
- بارنستيبل [الإنجليزية]‏